# Minas de Oro
Minas de Oro (uit het Spaans: "Goudmijnen") is een gemeente (gemeentecode 0311) in het departement Comayagua in Honduras. De gemeente grenst aan het stuwmeer El Cajón.
Ten noorden van de hoofdplaats Minas de Oro ligt de berg Pelón. In de buurt liggen ook de bergen Los Tornillos, Cerro Grande, El Cobre en El Peñón.

## Geschiedenis
Minas de Oro is ontstaan vanwege de goudkoorts. Het dorp werd gesticht in 1534 door goudzoekers die afkomstig waren uit Cedros. Tijdens een van zijn reizen ontdekte Juan Lindo er ook een goudmijn. Hij gaf de plaats zijn huidige naam. Later werd het produceren van schoenen en de teelt van koffie belangrijk. Ook wordt er tegenwoordig hars verwerkt.

## Bevolking
De bevolking is als volgt verdeeld:
| Vrouwen | 6666 | 49,6% |
| Mannen  | 6779 | 50,4% |

## Dorpen

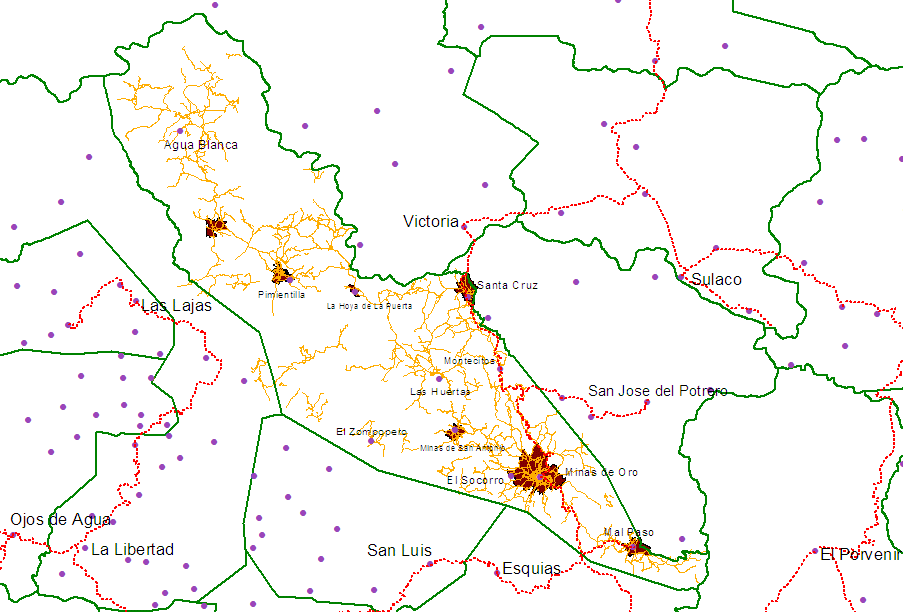
Kaart van de gemeente Minas de Oro

De gemeente bestaat uit elf dorpen (aldea), waarvan de grootste qua inwoneraantal: Minas de Oro (code 031101) en Agua Blanca (031102).

## Onderwijs
In 1990 ontving Minas de Oro de titel "Stad van het Onderwijs" omdat het de enige gemeente in Honduras was waar in elk dorp basisonderwijs aanwezig was.
Vroeger bevond zich er een landbouwschool, Malcotal genaamd. Het gebouw wordt nu gebruikt als toeristencentrum. Verder was er een evangelische kostschool. Tegenwoordig is er een Instituto Técnico Regional (Regionaal Technisch Instituut).

## Geboren in Minas de Oro
- José María Calix, journalist
- 1961: Neyda Sandoval, presentatrice van het Spaanstalige ontbijtprogramma Despierta America in de Verenigde Staten